# Klasa kreatywna
Klasa kreatywna – socjoekonomiczny termin, którym ekonomista i socjolog Richard Florida, profesor i dyrektor Martin Prosperity Institute w Rotman School of Management Uniwersytetu Toronto, określił klasę będącą główną siłą napędową rozwoju ekonomicznego miast postindustrialnych w Stanach Zjednoczonych.
Według Floridy, w skład klasy kreatywnej wchodzi około 40 milionów pracowników, czyli 30% siły roboczej Stanów Zjednoczonych. Na podstawie Standardowego Systemu Klasyfikacji Zawodowej (Standard Occupational Classification System) podzielił ją na dwie grupy:
- "Superkreatywny rdzeń": grupa ta obejmuje około 12% zawodów wykonywanych przez Amerykanów. Dotyczy szerokiego zakresu dyscyplin od nauki poprzez inżynierię, edukację, programowanie komputerowe, prace badawczo-rozwojowe, jak również osób związanych ze sztuką, projektowaniem i mediami. Florida uważa, że przedstawiciele tej grupy „w pełni angażują się w proces twórczy” (2010, s.83). Superkreatywny rdzeń jest postrzegany jako nowatorski, opracowujący produkty komercyjne i dobra konsumpcyjne. Głównym celem zawodowym jego członków jest szukanie kreatywnych i nowatorskich rozwiązań. „Ich praca wiąże się nie tylko z rozwiązywaniem, ale i z wyszukiwaniem problemów” (Florida 2010, s. 84).
- Twórczy profesjonaliści: to klasyczni pracownicy o gruntownym przygotowaniu naukowym działający w sektorach takich jak służba zdrowia, biznes, finanse, prawo i edukacja. „Ludzie ci zajmują się twórczym rozwiązywaniem konkretnych problemów, korzystając z rozległej wiedzy” nabytej w toku wyższej edukacji (Florida 2010, s.84).

Dodatkowo do klasy kreatywnej zalicza się znacznie mniej licznych przedstawicieli bohemy.
Florida przewiduje, że klasa kreatywna stanie się głównym motorem wzrostu gospodarczego i w przeciągu następnego dziesięciolecia stworzy kolejne 10 milionów miejsc pracy.

## Tło
Teorie społeczne wysunięte przez Floridę wywołały wiele kontrowersji i dyskusji. Jego badania dowodzą, iż nowa - czy też kształtująca się – klasa składająca się z pracowników naukowych, intelektualistów i różnego rodzaju artystów, stanowi dominującą siłę ekonomiczną i reprezentuje widoczne odejście od tradycyjnej ekonomii opartej na rolnictwie czy przemyśle bądź też ogólną restrukturyzację w kierunku bardziej złożonych hierarchii ekonomicznych.
Tezy, które Florida rozwinął w wielu publikacjach, były oparte między innymi o dane demograficzne U.S. Census Bureau (agencji odpowiedzialnej za spis ludności Stanów Zjednoczonych). Początkowo skupił się na tendencjach i zmianach gospodarczych widocznych w większych miastach USA, by później rozszerzyć badania na płaszczyznę międzynarodową.
Początkowo mało wyrazista klasa kreatywna rośnie w siłę od co najmniej czterdziestu lat. Głównym motorem stał się zwrot w stronę technologii, badań i rozwoju oraz Internetu (i pokrewnych dziedzin), dający się zaobserwować w powojennej gospodarce wielu państw.
Niektóre miasta i regiony (w tym Krzemowa Dolina w Kalifornii, bostońska Droga 128, „Research Triangle Park” w Północnej Karolinie, Austin, Seattle, a poza USA Bengaluru, Dublin, oraz cała Szwecja są utożsamiane z tą tendencją gospodarczą. W swoich publikacjach Florida wykazuje, że te miejsca kojarzy się z dużymi populacjami klasy kreatywnej.
Jego zdaniem klasa ta ma ogromne znaczenie społeczne ze względu na umiejętności osiągania i podwyższania wyników ekonomicznych dzięki nowym pomysłom, rozwijaniu branży high-tech oraz dzięki regionalnemu wzrostowi gospodarczemu.

## Zawody wykonywane przez klasę kreatywną
Zdaniem Floridy klasa kreatywna to klasa pracowników, których zadaniem jest tworzenie nowych, znaczących form (2010). W jej skład wchodzą zarówno naukowcy i inżynierowie, kadry akademickie, poeci i architekci, jak również „ludzie pracujący w szkolnictwie i rozrywce, artyści i muzycy, czyli ludzie, których funkcją ekonomiczną jest tworzenie nowych idei i pomysłów, nowych technologii i nowych treści kreatywnych” (Florida 2010, s.31). Projekty tej grupy uznaje się za użyteczne i mające szerokie zastosowanie.
Inny sektor klasy kreatywnej obejmuje stanowiska, które wymagają wyższych kwalifikacji akademickich (Florida, 2010). Do tej podgrupy twórczych profesjonalistów należą specjaliści w dziedzinie służby zdrowia i menedżerowie biznesu. Celem ich pracy jest opracowywanie i tworzenie nowego podejścia do problemów. We współczesnym społeczeństwie globalnym kreatywność staje się coraz większym atutem. Z perspektywy pracodawców jest sposobem wyrażania siebie, dzięki czemu pracownik osiąga satysfakcję z wykonywanej pracy. Około 38, 3 milionów Amerykanów i 30% amerykańskiej siłyj roboczej utożsamia się z klasą kreatywną. Liczba ta wzrosła o ponad 10% na przestrzeni ostatnich 20 lat.
Klasa kreatywna wyróżnia się również odrzuceniem tradycyjnego pracowniczego ubioru i zachowań. Jej członkowie ustalają własne godziny urzędowania i kanon stroju w miejscu pracy, często zastępując krępujące garnitury i krawaty swobodnym odzieniem. Niektórzy członkowie klasy kreatywnej pracują dla siebie i ustalają własny rytm pracy, daleki od schematu „od 9.00 do 17.00”. Klasa kreatywna wysoko ceni niezależność i oczekuje jej w miejscu pracy.

## Klasa kreatywna a gospodarka światowa
Klasa kreatywna nie jest po prostu jedną z wielu klas pracowniczych, tylko grupą odpowiedzialną za wzrost gospodarczy w krajach, które uznają za atrakcyjne. Korzyści ekonomiczne płynące z działalności klasy kreatywnej są związane z nowymi pomysłami, zaawansowaną technologią i rozwojem regionalnym. Choć klasa kreatywna istnieje od wieków, Stany Zjednoczone były pierwszym większym państwem, w którym zajęła się informatyką w latach 60. i 70. XX wieku. W latach 60. należało do niej mniej niż 5%  ludności USA, obecnie liczba ta wzrosła do 26%. Widząc kluczową rolę silnej klasy kreatywnej w globalnej ekonomii, Europa poszła w ślady Ameryki i obecnie dane dla tych dwóch części świata są niemal równe, a miasta zaczęły rywalizować między sobą o członków tej klasy.
Na podstawie badań empirycznych przeprowadzonych w 90 krajach, Rindermann, Wailer i Thompson (2009) udowodnili, że szczególnie uzdolnione klasy są odpowiedzialne za wzrost ekonomiczny, stały rozwój demokratyczny i uznane wartości polityczne (skuteczne rządy, rządy prawa, wolność).

## Skupiska klasy kreatywnej
Analizy spisów ludności i danych gospodarczych przedstawione przez Floridę w Narodzinach klasy kreatywnej (2010), Cities and the Creative Class (2004) i The Flight of the Creative Class (2007), przez Davida Brooksa w Bobos in Paradise (termin bobos jest tu odpowiednikiem klasy kreatywnej Floridy) oraz przez Ross Honeywill w NEO Power (która wprowadza określenie NEO Neighborhood – NEO dzielnicy) wykazały, że miasta, które przyciągają i przytrzymują klasę kreatywną kwitną, natomiast te, którym się to nie udaje, tkwią w stagnacji. Badanie te spotkały się z zainteresowaniem polityków i urbanistów.
Florida poświęcił kilka rozdziałów Cities and the Creative Class (Miasta a klasa kreatywna) dyskusji na temat trzech warunków, którą muszą spełniać miasta, by zasłużyć na miano „kreatywnych” (choć jest wiele dodatkowych cech stanowiących „magnesy dla kreatywności”). By przyciągać klasę kreatywną, miasto musi zapewniać „trzy T”: Talent (wysoce utalentowaną/wykształconą/wyszkoloną ludność), Tolerancję (zróżnicowaną społeczność uznającą zasadę „żyj i daj żyć”) i Technologię (infrastrukturę techniczną konieczną do nakręcania kultury przedsiębiorczej). W Narodzinach klasy kreatywnej, Florida wykazuje, że cenią oni merytokrację, różnorodność i indywidualizm oraz wybierają nowe miejsca zamieszkania pod kątem tych wartości (2010).
Współczynnik kreatywności to inne narzędzie, dzięki któremu Florida opisuje, w jaki sposób miasto przyciąga członków klasy kreatywnej. Składają się na niego cztery elementy (2010, s. 251): 
- udział klasy kreatywnej w sile roboczej
- innowacyjność, mierzona w patentach per capita
- obecność przedsiębiorstw z branży high-tech, mierzony zgodnie z normami Tech Pole Index opracowanymi przez Milken Institute
- różnorodność, mierzona w oparciu o Wskaźnik Liczby Gejów, stanowiący w miarę rozsądny sposób oceniania tolerancji danego regionu

Przy użyciu współczynnika kreatywności Florida ocenia miasta tworząc ranking centrów innowacji high-tech, w czołówce których plasuje się San Francisco.
Florida i inni badacze zauważyli silną zależność między tymi miastami, stanami, które zapewniają bardziej tolerancyjną atmosferę wobec niekonwencjonalnych grup, np. gejów, artystów, muzyków (na podstawie Wskaźnika Liczby Gejów i Wskaźnika Bohemy opisanych w Narodzinach klasy kreatywnej Floridy) oraz liczbą osiadłych tam pracowników klasy kreatywnej.
Badania dotyczące upodobań i wartości tej nowy klasy socjoekonomicznej wykazały, że celu migracji nie da się przewidzieć na podstawie konwencjonalnych teorii industrialnych (w stylu „ludzie pójdą tam, gdzie jest praca/fabryki”). W ostatnim dziesięcioleciu socjologowie i teoretycy odnotowali stopniową, ale jednak wyraźną zmianę wartości. Twórczy pracownicy szukają kulturalnych, społecznych i technologicznych warunków, w których najlepiej mogą realizować siebie.

## Styl życia
Różnorodne i indywidualistyczne style życia wyznawane przez klasę kreatywną opierają się na wielowymiarowym aktywizmie i działaniach eksperymentalnych. Florida (2010) posługuje się zwrotem kultura ulicy, by zdefiniować tego typu zachowania. Termin ten przywoływać może na myśl „bogatą mieszankę kawiarń, ulicznych muzyków,małych galerii i restauracji, czyli wszystkie te elementy kultury, w ramach których  w której trudno oddzielić uczestnictwo od obserwacji, twórczość od samego twórcy” (s. 172-173).  Członkowie klasy kreatywnej wiele podróżuję lub kupują antyków, wybierają zajęcia na świeżym powietrzu, jak jazda na rowerze czy bieganie. Wybierają rolę uczestników, a nie widzów (Florida, 2010).

## Krytyka
Wiele badań wykazało błędy w logice lub empirycznych twierdzeniach teorii klasy kreatywnej. Hofman i Faricy (2009) posługując się współczynnikami Florydy, dowiedli, że większa liczba przedstawicieli klasy kreatywnej niekoniecznie miała związek z jakimkolwiek wzrostem ekonomicznym w latach 1990-2004. W analizie "Urban Development and the Politics of the Creative Class" (“Rozwój miast a polityka klasy kreatywnej”) Ann Markusen (2006) wykazuje, że pracowników uznawanych za członków klasy kreatywnej nie cechuje poczucie tożsamości grupowej, niekoniecznie też wykonują zawody, których nieodłącznym elementem jest kreatywność. Markusem zwraca również uwagę na fakt, że definicja opiera się głównie na osiągnięciach w edukacji, sugerując, że współczynniki Floridy stają się nieważne, gdy przeprowadza się badania pod kątem edukacji (s. 1923). Praca Jamie Pecka (2005) „Struggling with the Creative Class” („Trudności z klasą kreatywną”) pokazuje, że teoria nie proponuje żadnego mechanizmu przyczynowego i jest oparta na logice błędnego koła. John Montgomery (2005) pisze, że “Floryda zaprojektował zestaw współczynników, które po prostu odzwierciedlają zasadnicza prawdy o kreatywnych środowiskach czy dynamicznych miastach”.  Montgomery nie zgadza się, że Florida uznał Manchester i Leicester, a nie Londyn za przodujące miasta Wielkiej Brytanii. Matteo Pasquinelli (2006) rozwinął krytykę badań i podstaw teoretycznych Floridy w kontekście włoskiego zjawiska Operaismo.
Grupa Creative Class Struggle prowadzi online biuro informacyjne o strategiach i polityce twórczych miast, wydaje newsletter i próbuje włączyć media i opinię publiczną w krytyczną dyskusję o teoriach Floridy. Razem z magazynem „Fuse” zorganizowała debatę na ten temat.

## Literatura
- On the Poverty of Experts: Between Academization and Deprofessionalization. Hartmann, Heinz, Hartmann, Marianne. 1982, vol 34, iss 2, pg 193
- Florida, R. (2010). Narodziny klasy kreatywnej. Warszawa: Narodowe Centrum Kultury
- Fussell, Paul.  Class, especially chapter titled "Class X". 1983.
- Hoyman, Michele and Christopher Faricy. 2009. "It Takes a Village: A Test of the Creative Class, Social Capital and Human Capital Theories", Urban Affairs Review, 44:311-333.
- Markusen, A. 2006. Urban development and the politics of the creative class: Evidence from the study of artists. Environment and Planning A, 38 (1): 1921-1940.
- Montgomery, J. (2005). Beware ‘the Creative Class’. Creativity and Wealth Creation Revisited. Local Economy, Vol. 20, No. 4, 337–343, November 2005
- Peck, J. 2005. Struggling with the creative class. International Journal of Urban and Regional Research 29 (4): 740-770.
- Ray, Paul H. and Sherry Ruth Anderson. The Cultural Creative. New York: Three Rivers Press, 2000
- Rindermann, Heiner, Michael Sailer and James Thompson, 2009. The impact of smart fractions, cognitive ability of politicians and average competence of peoples on social development. Talent Development and Excellence 1 (1): 3-25.
- Scott, Allen J. “Creative Cities: Conceptual Issues and Policy Questions,” Journal of Urban Affairs, 28, 2006, 1–17.